# اضطراب استخدام القنب
يُعرف اضطراب استخدام القنب، المعروف أيضًا بإدمان القنب أو إدمان الماريجوانا، في الطبعة الخامسة من الدليل التشخيصي والإحصائي للاضطرابات النفسية والمراجعة العاشرة للتصنيف الدولي للأمراض على أنه الاستمرار في تعاطي القنب على الرغم من الاعتلال السريري الواضح.

## الأعراض والعلامات
يرتبط استخدام القنب بمشاكل في الصحة العقلية، مثل اضطراب المزاج أو القلق، بالإضافة إلى ذلك فإنه من الصعب التوقف عن تعاطيه بالنسبة لبعض المستخدمين. غالبًا ما تظهر بعض الاعتلالات النفسية عند مستخدمي القنب المعتمدين بما في ذلك بعض اضطرابات الشخصية.
استنادًا إلى بيانات المسح السنوية، فإن طلاب السنوات العليا في المدراس الثانوية الذين أبلغوا عن التدخين اليومي للقنب (حوالي 7% وفقًا لبعض الدراسات)، كان أداؤهم المدرسي أضعف من أولئك غير المدخنين. قد يلجأ بعض مستخدمي القنب إلى الخصائص المهدئة والمضادة للقلق التي يتمتع بها رباعي هيدرو كانابينول (تي إتش سي) للعلاج الذاتي لبعض الاضطرابات النفسية أو اضطرابات الشخصية.

### الاعتماد
ينتج عن تعاطي القنب لفترات طويلة تغيرات في الحركية الدوائية (كيفية امتصاص الدواء وتوزيعه واستقلابه وإفرازه) وتغيرات في الديناميكية الدوائية (كيفية تفاعل الدواء مع الخلايا المستهدفة) في الجسم. تتطلب هذه التغييرات من المستخدم استهلاك جرعات أعلى من الدواء لتحقيق التأثير المرغوب الشائع (يُعرف هذا باسم زيادة التحمل) مما يعزز الأنظمة الاستقلابية في الجسم على طرح الدواء بشكل أكثر كفاءة وزيادة التنظيم بالإنقاص لمستقبلات القنب في الدماغ.
ظهر لدى مستخدمي القنب ضعف في التفاعلية مع الدوبامين، مما يشير إلى وجود ارتباط محتمل بتثبيط نظام المكافأة في الدماغ وزيادة المشاعر السلبية وشدة الإدمان. 
يمكن أن يطور مستخدمو القنب تحملًا لتأثيرات التي إتش سي. أثبت التحمل للتأثيرات السلوكية والنفسية للتي إتش سي عند المراهقين والحيوانات. يعتقد أن الآليات المؤدية إلى إلى تحمل التي إتش سي تشتمل على تغيرات في وظيفة مستقبلات القنب.
أظهرت إحدى الدراسات أنه بين 2001- 2002 و 2012-2013، تضاعف استخدام الماريجوانا في الولايات المتحدة.
يتطور إدمان القنب في حوالي 9% من المتعاطين، وهو أقل بكثير من إدمان الهيروين والكوكايين والكحول ومزيلات القلق الموصوفة، ولكنه أعلى قليلًا من إدمان السيلوسيبين أو المسكالين أو ثنائي إيثيل أميد حمض الليسرجيك. من بين أولئك الذين يتعاطون القنب بشكل يومي فإن 10-20% منهم معرضين لتطوير الاعتماد.

### الانسحاب
تحدث أعراض انسحاب القنب لدى نصف الأشخاص الذين يخضعون للعلاج من اضطرابات تعاطي القنب. قد تشمل الانزعاج (القلق، الاستثارية، الاكتئاب، الهياج)، اضطرابات النوم، أعراض هضمية وانخفاض الشهية. غالبًا ما يقترن باضطراب الحركة النظمي. تبدأ معظم الأعراض خلال الأسبوع الأول من الامتناع عن التعاطي وتختفي بعد بضعة أسابيع. ظهر لدى حوالي 12% من مستخدمي القنب بكثافة أعراض انسحاب القنب مثلما هي محددة في الطبعة الخامسة من الدليل التشخيصي والإحصائي للاضطرابات النفسية، وكان هذا مرتبطًا بعجز واضح بالإضافة إلى اضطرابات المزاج والقلق والشخصية.

## السبب
غالبًا ما يرجع إدمان القنب إلى الاستخدام المطول والمتزايد للمخدر. غالبًا ما تؤدي زيادة قوة القنب المستخدم وزيادة استخدام طرق أكثر فعالية للإيصال إلى زيادة تطور إدمان القنب. ويمكن أن يكون السبب زيادة العرضة للإدمان على المواد، والتي تُكتسب وراثيًا أو نتيجة البيئة المحيطة.

### عوامل الخطورة
تُعتبر عوامل معينة أنها تزيد من خطورة تطوير إدمان القنب، وقد مكنت الدراسات الطولية على مدى عدد من السنوات الباحثين من تتبع جوانب التطور الاجتماعي والنفسي المتزامنة مع تعاطي القنب. تزايدت الأدلة على زيادة المشاكل المتعلقة باستخدام القنب من خلال تواتر التعاطي والسن، إذ ظهر أن المتعاطين المتواترين والشباب هم الأكثر عرضة للخطر.
تشمل العوامل الرئيسية في أستراليا، على سبيل المثال، المتعلقة بزيادة مخاطر الإصابة بمشاكل تعاطي القنب الاستخدام المتكرر في سن مبكرة؛ سوء التكيف الشخصي، الاضطراب العاطفي، التربية الضعيفة، الانقطاع عن التعليم، الاختلاط مع أقران ممن يتعاطون المخدرات، الانتقال خارج المنزل في سن مبكرة، تدخين السجائر اليومي وسهولة الوصول إلى القنب. خلص الباحثون إلى أن هناك دليلًا ناشئًا على أن التجارب الإيجابية لاستخدام القنب في وقت مبكر تعد مؤشرًا مهمًا على الاعتماد اللاحق وأن الاستعداد الجيني يلعب دورًا في تطوير الاستخدام المسبب للمشاكل.

### الفئات عالية الخطورة
حُدد عدد من المجموعات على أنها أكثر عرضة للإصابة بالاعتماد على القنب، وفي أستراليا على سبيل المثال، وُجد أنها تشمل السكان المراهقين والسكان الأصليين وسكان جزر مضيق توريس والأشخاص الذين يعانون من اضطرابات نفسية.

#### المراهقون
يشارك نظام كانابينويد داخلي في تطور الدماغ عند المراهقين بشكل مباشر. ولذلك فإن متعاطي القنب من المراهقين معرضين بشكل خاص للآثار الضارة المحتملة لتعاطي القنب. يرتبط تعاطي القنب عند المراهقين بزيادة إساءة استخدام القنب خلال حياة البلوغ، ومشاكل في الذاكرة والتركيز، ومضاعفات معرفية طويلة الأمد، ونتائج سلبية على الصحة النفسية بما في ذلك القلق الاجتماعي أو الانتحار أو الإدمان.
هناك الكثير من الأسباب التي تجعل المراهقين يبدأون عادة التدخين. وفقًا لدراسة قام بها بيل ساندرز، فإن تأثير الأصدقاء والمشاكل ضمن البيئة المنزلية والرغبة بالتجريب هي بعض الأسباب التي تجعل هذه الشريحة من السكان تبدأ في تدخين الماريجوانا. إذ يبدو أن هذه الشريحة هي المجموعة الأكثر تأثرًا على الإطلاق، إذ يرغبون دائمًا باتباع المجموعة والظهور بمظهر عصري ورائع ونيل القبول من أصدقائهم. يلعب هذا الخوف من الرفض دورًا كبيرًا في قرارهم بتدخين القنب. ومع ذلك، فلا يبدو أن هذا العامل هو الأكثر أهمية، فوفقًا لدراسة من كندا، يبدو أن نقص المعرفة حول الحشيش هو السبب الرئيسي لبدء المراهقين في التدخين. لاحظ المؤلفون وجود ارتباط كبير بين المراهقين المدركين للأضرار العقلية والجسدية للقنب واستهلاكهم. من بين 1045 مشاركًا شابًا في الدراسة، كان أولئك الذين الأقل قدرة على تحديد الآثار السلبية القنب هم من يستهلكونه عادةً.  لم تكن هناك حالات معزولة أيضًا. في الواقع، أظهرت الدراسة أن نسبة المراهقين الذين اعتبروا القنب مخدرًا عالي الخطورة والذين اعتقدوا عكس ذلك هي نفسها تقريبًا.

#### الحوامل
هناك ارتباط بين تدخين القنب أثناء الحمل ووزن الولادة المنخفض. يمكن أن يؤدي تدخين القنب إلى انخفاض كمية الأكسجين الواصلة للجنين النامي مما قد يحد من نموه. المادة الفعالة في القنب (رباعي هيدرو كانابينول أو تي إتش سي) قابلة للانحلال في الدسم وبالتالي قادرة على العبور إلى حليب الأم خلال الإرضاع. يمكن أن يصل رباعي هيدرو كانابينول إلى الرضيع من خلال حليب الإرضاع، مثلما اتضح عند كشف رباعي هيدرو كانابينول في براز الرضع. ومع ذلك، فإن الدليل على الآثار طويلة المدى للتعرض للتي إتش سي من خلال حليب الأم غير واضح.